# Grote tweestreep
De grote tweestreep (Ommatoiulus sabulosus) is een miljoenpoot uit de familie van de echte miljoenpoten (Julidae). De wetenschappelijke naam van de soort is als Julus sabulosus gepubliceerd in 1758 door Carl Linnaeus in de tiende editie van Systema naturae.

## Andere combinaties
- Schizophyllum sabulosum
- Archiulus sabulosus
- Palaioiulus sabulosus
- Mesoiulus sabulosus

## Synoniemen
- Julus bilineatus C.L. Koch, 1838
- Julus rubripes C.L. Koch, 1847

## Beschrijving
Het lichaam is langgerekt, rond, zwartbruin en glanzend. Over de rug loopt een dubbele lichtere streep die niet altijd goed te zien is, en uit lichtere tot rode vlekken bestaat, op elk segment twee. Het lichaam telt minstens 35 segmenten, maximaal 55. Deze soort wordt zo'n 20 tot 45 millimeter lang; jongere dieren zijn kleiner en hebben ook minder segmenten.

## Voorkomen
De grote tweestreep is een droogte- en warmteminnende soort. In Nederland komt hij algemeen voor op de hoge zandgronden en vooral in de duinen van Noord- en Zuid-Holland en Zeeland maar niet op de Waddeneilanden. In het gebied rond Amsterdam komt de soort algemeen voor en is daar vermoedelijk aangevoerd met duinzand op bouwplaatsen. In België komt de soort verspreid voor en is vrij zeldzaam. In Engeland en Duitsland is de soort algemeen, en komt verspreid voor.